# 新集川乡
新集川乡是中国陕西省宝鸡市陇县下辖的一个乡。

## 行政区划
新集川乡下辖以下行政区：
新集川村、李家庄村、保家河村、李家山村、南坡村、铁马河村